# Жди меня (стихотворение)
«Жди меня́» — стихотворение Константина Симонова. Написано в июле — августе 1941 года. Посвящено актрисе Валентине Серовой.

## История создания
Из письма Константина Михайловича Симонова читателю (1969 год): «У стихотворения „Жди меня“ нет никакой особой истории. Просто я уехал на войну, а женщина, которую я любил, была в тылу. И я написал ей письмо в стихах…».
Первоначально стихотворение не предназначалось для публикации — как слишком личное; тем не менее, Симонов неоднократно читал его друзьям. Впервые это произошло в октябре 1941 года на Северном фронте, своему товарищу — фотокору Григорию Зельме, и для него автор переписал стихотворение из блокнота, поставив дату: «13 октября 1941 года, Мурманск». 9 декабря 1941 года Симонов прочитал стихотворение в радиоэфире.
На основе отзывов в конце 1941 — начале 1942 года всё-таки согласился отдать его в печать. Симонов пытался опубликовать стихотворение в газете «На штурм» (печатном органе 44-й армии), и в «Красной звезде», где тогда работал, однако оба издания ему отказали. Впервые оно было напечатано в «Правде» 14 января 1942 года на третьей полосе.
Как указывала литературовед М. О. Чудакова, появление стихотворения Симонова в печати воспринималось как прорыв цензурных ограничений, поскольку в официальной поэзии предшествующего периода тема особенно сильной личной любви не приветствовалась.
По мнению литературоведа И. В. Кукулина, образцом для Симонова могли послужить фольклорные заклинания и заговоры, некоторые произведения русской поэзии Серебряного века, а также «Баллада о прокуренном вагоне» Александра Кочеткова, написанная в 1932 году и передававшаяся из рук в руки в годы войны.
В годы войны оно пользовалось невероятной популярностью. Кукулин пишет: «„Жди меня“ не только было похоже на заклинание по своему жанру, но и функционировало как таковое в социальной практике. Многократное прочтение этого стихотворения само по себе имело психотехническую функцию. Врач Слава Менделевна Бескина, работавшая во время войны во фронтовых госпиталях, вспоминала, что раненые солдаты, когда им было особенно больно, читали наизусть „Жди меня“».

## В культуре
Стихотворение было положено на музыку Матвеем Блантером.
- В фильме «Парень из нашего города» звучит как песня в исполнении Веры Красовицкой
- В 1943 году Центральной объединённой киностудией был снят фильм «Жди меня». Константин Симонов совместно с Александром Столпером выступил сценаристом, а одну из главных ролей сыграла Валентина Серова, которая также исполнила песню.
- В фильме «Май» главный герой Евгений Печалин читает отрывок из стихотворения перед призывником, пытающимся подорвать себя гранатой.
- В телесериале «Тени исчезают в полдень» Варя Морозова читает на сцене Дома культуры стихотворение «Жди меня»[6].
- Стихотворение звучит в фильме «Любовь Советского Союза», сценарий которого вдохновлён биографиями Симонова и Серовой[7].

Самый известный номер самой известной советской оперы 70-х годов — романс Жени Комельковой из оперы Кирилла Молчанова «Зори здесь тихие» — также написан на текст стихотворения «Жди меня» и является лирической кульминацией произведения.

## Переводы
- В 1942 году австрийский поэт Эрих Фрид, в 1938 году бежавший из страны в Лондон, перевёл стихотворение с английского перевода Н. Дворецкой[15]. Перевод был опубликован в антифашистской «Молодой Австрии» 7 ноября 1942 года.
- В 1943 году стихотворение было переведено на иврит Авраамом Шлёнским и положено на музыку Соломоном Дойчером, также известным как Шломо Дрори[16][17]. Получившаяся песня популярна в Израиле до сих пор[18].
- Первый перевод на вьетнамский язык выполнен поэтом То Хыу в 1947 году. В ответ на этот перевод К. Симонов написал стихотворение «Товарищу То Хыу, который перевел „Жди меня“» (1971). Стихотворение также переводилось и другими вьетнамскими поэтами: Хо Нгок Соном, Ле Зангом, Ван Чунгом.
- Перевод на китайский был выполнен Цао Цзинхуа.
- Перевод на словацкий язык выполнил Павол Яник (Pavol Janík).[19]
- В 2010 году Зеэв Гейзель опубликовал новый перевод стихотворения на иврит и исполнил его на музыку М. Блантера.
- Стихотворение на украинский язык перевели Ирина Фисак и Юрий Гончаренко[20]
- Известны три перевода на турецкий язык: Атиллы Токатлы (перевод с французского языка), Атаола Бехрамоглу (с русского), Каншаубия Мизиева-Ахмета Неждета (с русского, журнал «Эски»).[источник не указан 3400 дней]
- Перевод на венгерский язык (Várj reám) выполнила Шаролта Ланьи[21]. Получила известность песня на музыку Хенрика Негрелли (Negrelli Henrik) в исполнении Ивана Дарваша.